# Santa María del Campo Rus (kommunhuvudort)
Santa María del Campo Rus är en kommunhuvudort i Spanien.   Den ligger i provinsen Provincia de Cuenca och regionen Kastilien-La Mancha, i den centrala delen av landet, 150 km sydost om huvudstaden Madrid. Santa María del Campo Rus ligger 794 meter över havet och antalet invånare är 771.
Terrängen runt Santa María del Campo Rus är platt. Runt Santa María del Campo Rus är det glesbefolkat, med 8 invånare per kvadratkilometer. Närmaste större samhälle är San Clemente, 17,2 km söder om Santa María del Campo Rus. Trakten runt Santa María del Campo Rus består till största delen av jordbruksmark.